# طلال عتريسي
طلاس عتريسي مواليد بيروت 1952، أستاذ علم الاجتماع ومدير معهد العلوم الاجتماعية في الجامعة اللبنانية.

## حياته ونشأته
تخصص بالشؤون الاجتماعية والسياسية. نال شهادة الدكتوراه في علم الاجتماع من جامعة السوربون في باريس عام 1979م. هو باحث ومستشار علمي للعديد من المؤسسات التربوية، الاجتماعية، الثقافية، والسياسية. ترأس الفرع الأول لمعهد العلوم الاجتماعية في الجامعة اللبنانية من عام 2003 وحتى العام 2007. وشغل عضوية الهيئة العليا لإعداد وتطوير المناهج والبرامج في الجامعة اللبنانية ما بين العام 2011 و2013. كما عُيّن عميداً للمعهد العالي للدكتوراه في الآداب والعلوم الإنسانية والاجتماعية من العام 2014 حتى العام 2016. صدرت له مؤلفات ودراسات عدة في قضايا اجتماعية وتربوية وسياسية.

## الحياة المهنية
- تولى عمادة معهد الدكتوراه في الجامعة اللبنانية.
- رئيس تحرير مجلة الملف التربوي.
- مدير سابق لمركز الدراسات الاستراتيجية في بيروت (1990 - 2000).
- رئيس تحرير سابق لمجلة شؤون الأوسط (1998 - 2000).

## مؤلفاته
| الاسم                                                                         | دار النشر                                  | تاريخ النشر | عدد الصفحات | ردمك ISBN            | المصدر               |
| ----------------------------------------------------------------------------- | ------------------------------------------ | ----------- | ----------- | -------------------- | -------------------- |
| عيشتكم أحلى..                                                                 | دار الحدائق للطباعة والنشر والتوزيع        | 2012        | 16          | (ردمك 9789953464268) | [ 5 ] [ 6 ] [ 7 ]    |
| رامي لن يأكل الشوكولا                                                         | دار الحدائق للطباعة والنشر والتوزيع        | 2010        | 12          | (ردمك 9789953447278) | [ 8 ] [ 9 ]          |
| جيو استراتيجيا الهضبة الإيرانية ؛ إشكاليات وبدائل                             | مركز الحضارة لتنمية الفكر الإسلامي         | 2009        | 264         | (ردمك 9789953538112) | [ 10 ] [ 11 ]        |
| الجمهورية الصعبة: إيران في تحولاتها الداخلية وسياساتها الإقليمية              | دار الساقي للطباعة والنشر                  | 2016        | 272         | (ردمك 1855167476)    | [ 12 ] [ 13 ] [ 14 ] |
| دولة بلا رجال                                                                 | دار الهادي للطباعة والنشر والتوزيع         | 2005        | 292         |                      | [ 15 ] [ 16 ]        |
| البعثات اليسوعية: مهمة اعداد النخبة السياسية في لبنان : دراسة وثائقية تاريخية | دار التعارف للمطبوعات                      | 2010        | 211         |                      | [ 17 ] [ 18 ] [ 19 ] |
| مهمة فرويد ؛ تحليل لشخصيته وتأثيره                                            | المؤسسة الجامعية للدراسات والنشر           | 2009        | 120         |                      | [ 20 ] [ 21 ]        |
| الإمام الخميني وثقافة عاشوراء                                                 | مؤسسة تنظيم ونشر تراث الإمام الخميني       | 1998        | 537         |                      | [ 22 ] [ 23 ]        |
| في التربية وعلم النفس                                                         | مركز الدراسات الإستراتيجية للبحوث والتوثيق | 1994        | 148         |                      | [ 24 ]               |
| فرويد والتراث الصوفي اليهودي                                                  | المؤسسة الجامعية للدراسات والنشر           | 1988        | 280         |                      | [ 25 ]               |
| الإسلاميون ونظام الحكم الديمقراطي: اتجاهات وتجارب                             | المركز العربي للأبحاث ودراسة السياسات      | 2013        | 718         | (ردمك 9789953027630) | [ 26 ]               |
| أهل السنة في إيران                                                            | مركز المسبار للدراسات والبحوث              | 2013        | 272         | (ردمك 9789948443476) | [ 27 ]               |
| أزمة التحليل النفسي                                                           | المؤسسة الجامعية للدراسات والنشر           | 1988        | 192         |                      | [ 28 ] [ 29 ]        |